# Bombus distinguendus
Bombus distinguendus là một loài ong trong họ Apidae. Loài này được Morawitz miêu tả khoa học đầu tiên năm 1869.